# Stade Charléty
Het Stade Charléty is een multifunctioneel stadion met een atletiekbaan in de Franse hoofdstad Parijs. Het stadion wordt voornamelijk gebruikt voor de sporten voetbal (Paris FC) en rugby. Het is samen met het Stade de France en het Parc des Princes een van de drie grootste stadions van Parijs. Het stadion telt 20.000 zitplaatsen die allemaal overdekt zijn. Het stadion ligt tussen de Boulevard Kellermann en de Boulevard Périphérique. Achter de tribune ligt de begraafplaats Cimetière Parisien de Gentilly.
Bij het stadion hoort de sporthal Charpy Salle met 1.500 zitplaatsen. Daarnaast zijn er nog acht tennisbanen, vier squashbanen een voetbalveld, een fitnessruimte en een sauna. Het Franse Huis van de Sport is in het stadion gevestigd, evenals de Franse Atletiek Federatie en het Nationaal Olympisch Comité van Frankrijk, die hun kantoren hier.

## Geschiedenis
In 1938 is het complex geopend door Bernhard Zehrfuss en het stadion is vernoemd naar de Franse historicus Sebastien Charlety. Na de Tweede Wereldoorlog werd er een houten tribune bij het stadion gebouwd samen met kleedkamers en een clubhuis.
De Franse atleet Michel Jazy op 14 juni 1962 een nieuw wereldrecord op de 2000 meter. Op 17 juli 1980 zette de Franse polsstokhoogspringer Philippe Houvion met 5,77 meter een nieuw wereldrecord.
Rond 1980 werd het stadion tijdelijk gesloten omdat de bodem was verontreinigd door een virus. De bodem is met 1 meter afgegraven maar niet verder gesaneerd vanwege de kosten. In 1989 is het stadion uiteindelijk gesloopt.
Het huidige ontwerp van het stadion is ontworpen door Henri Gaudin en zijn zoon Bruno Gaudin. Voor het ontwerp kregen de twee in 1994 de architectuurprijs Prix de l'argent d'EQUERRE uitgereikt. De bouw van het stadion begon echter al in 1991 en in 1994 werd het stadion opnieuw geopend, de kosten bedroegen 120 miljoen euro.
Stade Raymond-Kopa (Angers) ·
Matmut Atlantique (Bordeaux) ·
Stade Francis-Le Blé (Brest) ·
Stade Gabriel Montpied (Clermont) ·
Stade Bollaert-Delelis (Lens) ·
Stade Pierre-Mauroy (Lille) ·
Stade du Moustoir (Lorient) ·
Parc Olympique Lyonnais (Lyon) ·
Stade Vélodrome (Marseille) ·
Stade Saint-Symphorien (Metz) ·
Stade Louis II (Monaco) ·
Stade de la Mosson (Montpellier) ·
Stade de la Beaujoire (Nantes) ·
Allianz Riviera (Nice) ·
Parc des Princes (PSG) ·
Stade Auguste-Delaune (Reims) · 
Roazhon Park (Rennes) ·
Stade Geoffroy-Guichard (Saint-Étienne) ·
Stade de la Meinau (Strasbourg) ·
Stade de l'Aube (Troyes)
Stade François Coty (Ajaccio) ·
Stade de la Licorne (Amiens) ·
Stade de l'Abbé-Deschamps (Auxerre) ·
Stade Armand Cesari (Bastia) ·
Stade Michel d'Ornano (Caen) ·
Stade Gaston Gérard (Dijon) ·
Stade Marcel-Tribut (Dunkerque) ·
Stade des Alpes (Grenoble) ·
Stade du Roudourou (Guingamp) ·
Stade Océane (Le Havre) ·
Stade Marcel Picot (Nancy) ·
Stade des Costières (Nîmes) ·
Stade René Gaillard (Niort) ·
Stade Charléty (Paris) · 
Nouste Camp (Pau) ·
Stade Paul-Lignon (Rodez) ·
Stade Robert-Diochon (Quevilly-Rouen) ·
Stade Auguste Bonal (Sochaux) ·
Stadium Municipal (Toulouse) · 
Stade du Hainaut (Valenciennes)
Stade de France (Frans nationaal stadion) ·
Parc des Sports d'Avignon (Avignon) ·
Stade Gaston Petit (Châteauroux) ·
Stade Dominique Duvauchelle (Créteil) ·
Parc des Sports d'Annecy (Annecy) ·
Stade Ange Casanova (Gazélec Ajaccio) ·
Stade Francis-Le Basser (Laval) ·
Stade de la Source (Orléans) ·
Stade Bauer (Red Star) ·
Stade Jean-Bouin (Stade français) ·
Stade de la Vallée du Cher (Tours)
- Gemeinsame Normdatei: 4408177-7
- Virtual International Authority File: 236542055
- WorldCat: E39PBJj8WvBMkBpmGg9rJkgFrq